# Jacqui Abbott

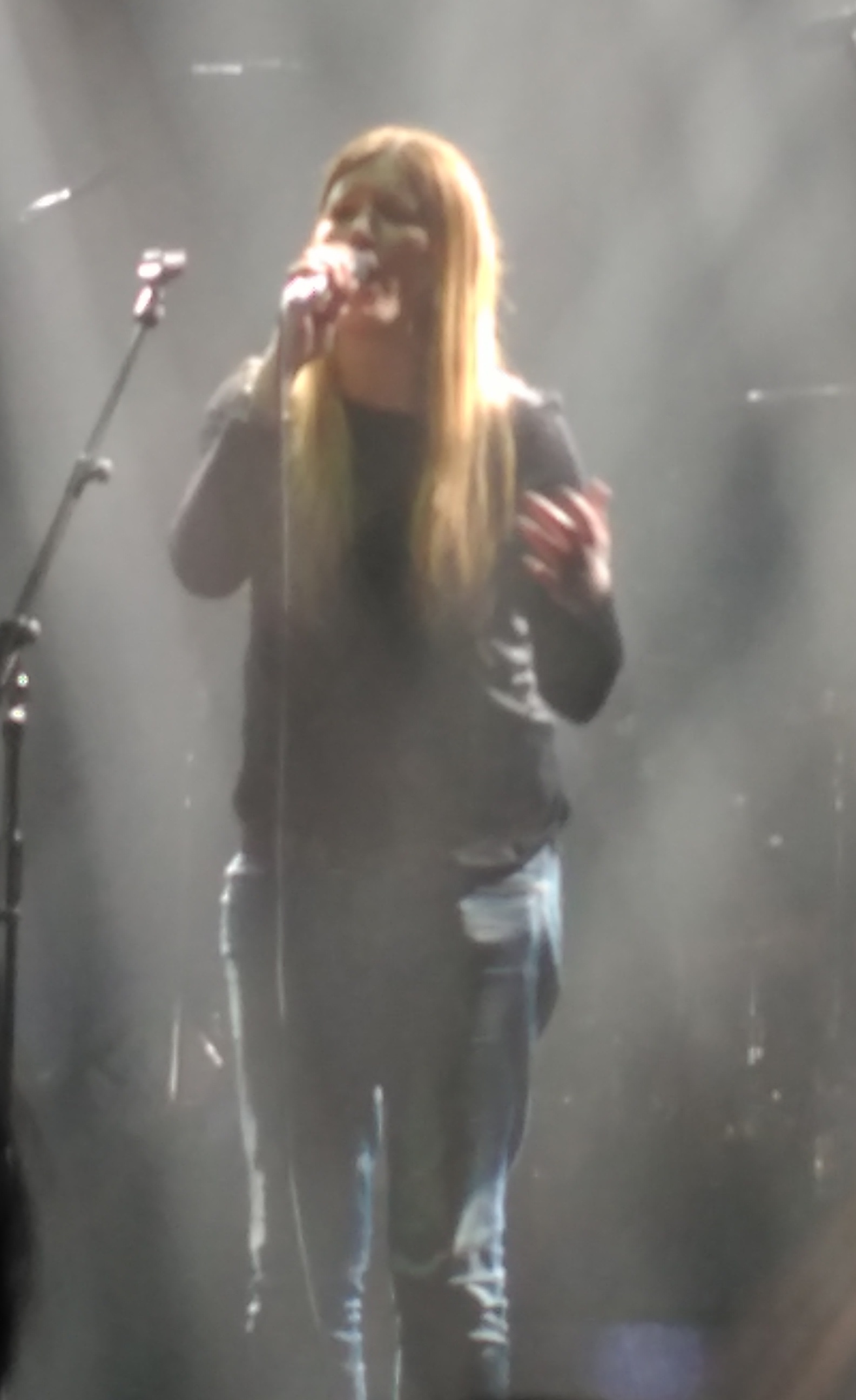
Jacqui Abbott

Jacqueline „Jacqui“ Abbott (geboren am 10. November 1973 in St Helens, Lancashire) ist eine englische Sängerin, die nach dem Ausstieg von Briana Corrigan von 1994 bis 2000 Sängerin der Band The Beautiful South war und heute gemeinsam mit Paul Heaton singt.

## Karriere
Mit Abbott veröffentlichte The Beautiful South mehrere Top-10-Singles. Zu den erfolgreichsten Hits während ihrer Zeit als Sängerin gehörten: Rotterdam (or Anywhere), Perfect 10, Don’t Marry Her und Dream a Little Dream of Me. Abbott wurde von Paul Heaton, dem Mitbegründer von Beautiful South, entdeckt, nachdem sie und ein Freund ihn vor einem Nachtclub getroffen hatten. Heaton lud sie zu einer Party ein, wo Abbotts Freund sie zum Singen ermutigte. Heaton war von ihrem Gesang beeindruckt und lud sie später zum Vorsingen ein, um Corrigan zu ersetzen.
Im Jahr 2000 verließ sie die Band wegen des Drucks der Tournee. Ein voller Tourneeplan wäre mit Abbotts Wunsch kollidiert, sich auf die Betreuung ihres Sohnes zu konzentrieren, bei dem gerade Autismus diagnostiziert worden war.
Im Juni 2011 kam Abbott wieder mit Paul Heaton musikalisch zusammen, um in seinem Musical The 8th aufzutreten, während sie 2013 ein neues Album, What Have We Become?, aufnahmen, das am 19. Mai 2014 veröffentlicht wurde. Im Jahr 2015 folgte ein zweites Album mit dem Titel Wisdom, Laughter and Lines. 2016 gingen sie auf Tournee. Ihr drittes Album Crooked Calypso wurde im Juli 2017 veröffentlicht, eine Tournee begann noch im selben Jahr. 2020 arbeiteten Heaton und Abbott erneut zusammen an Manchester Calling, ihrem ersten britischen Nummer-eins-Album. 2022 und 2023 musste Abbott die gemeinsame Tour mit Paul Heaton aufgrund von Stimmbandproblemen mehrfach unterbrechen.